# Gasthaus Walting (Pleinfeld)

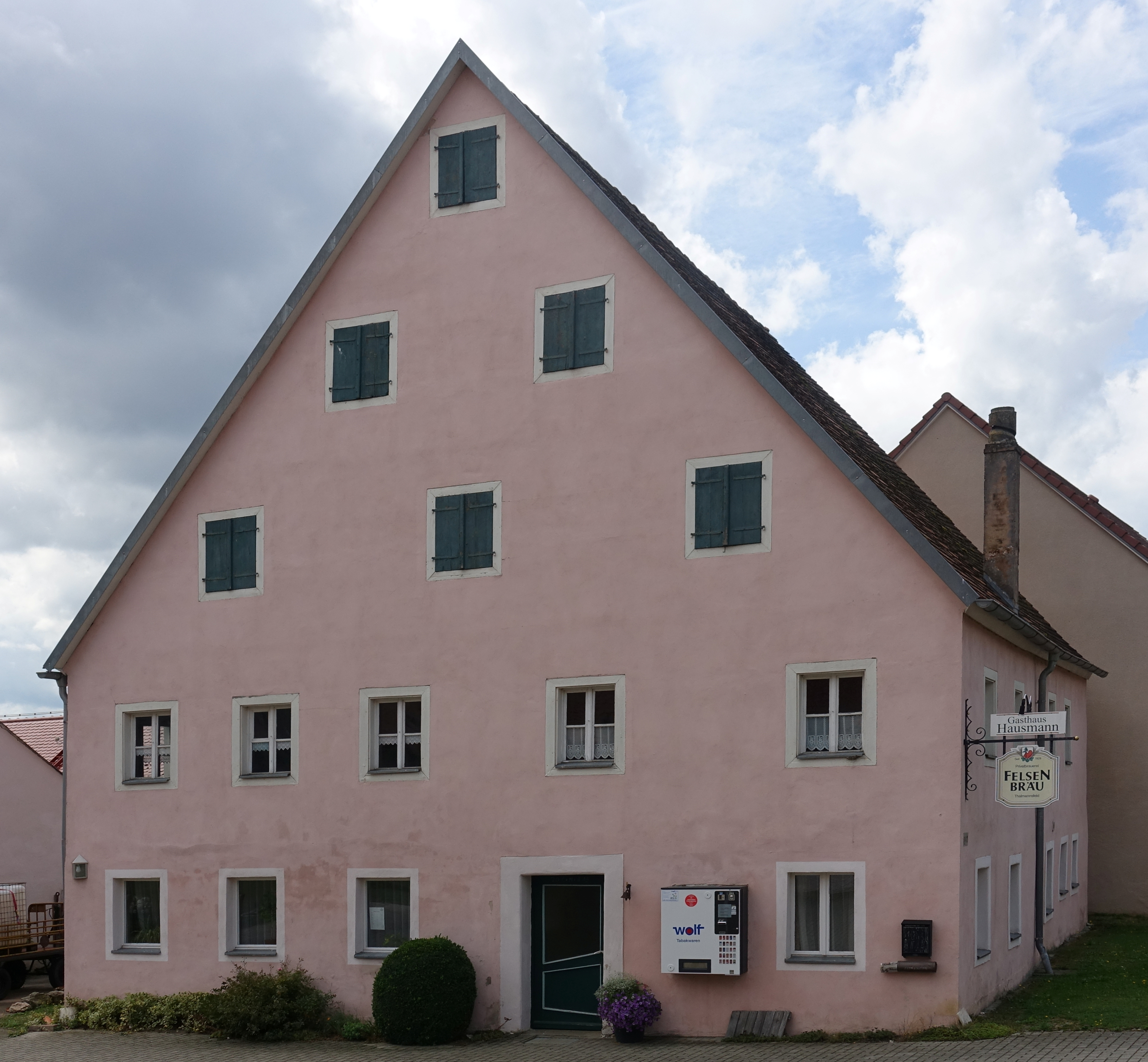
Gasthaus in Walting (2019)

Das Gasthaus in Walting, einem Gemeindeteil des Marktes Pleinfeld im mittelfränkischen Landkreis Weißenburg-Gunzenhausen in Bayern, wurde im 18./19. Jahrhundert errichtet. Das Gasthaus mit der Adresse Walting 112 steht auf der Liste der geschützten Baudenkmäler in Bayern.
Das zweigeschossige traufständige Satteldachbau besitzt fünf zu fünf Fensterachsen.
Die dazugehörige Scheune mit Satteldach und Fachwerkgiebel stammt ebenfalls aus dem 18./19. Jahrhundert.